# Sư đoàn đổ bộ đường không 98

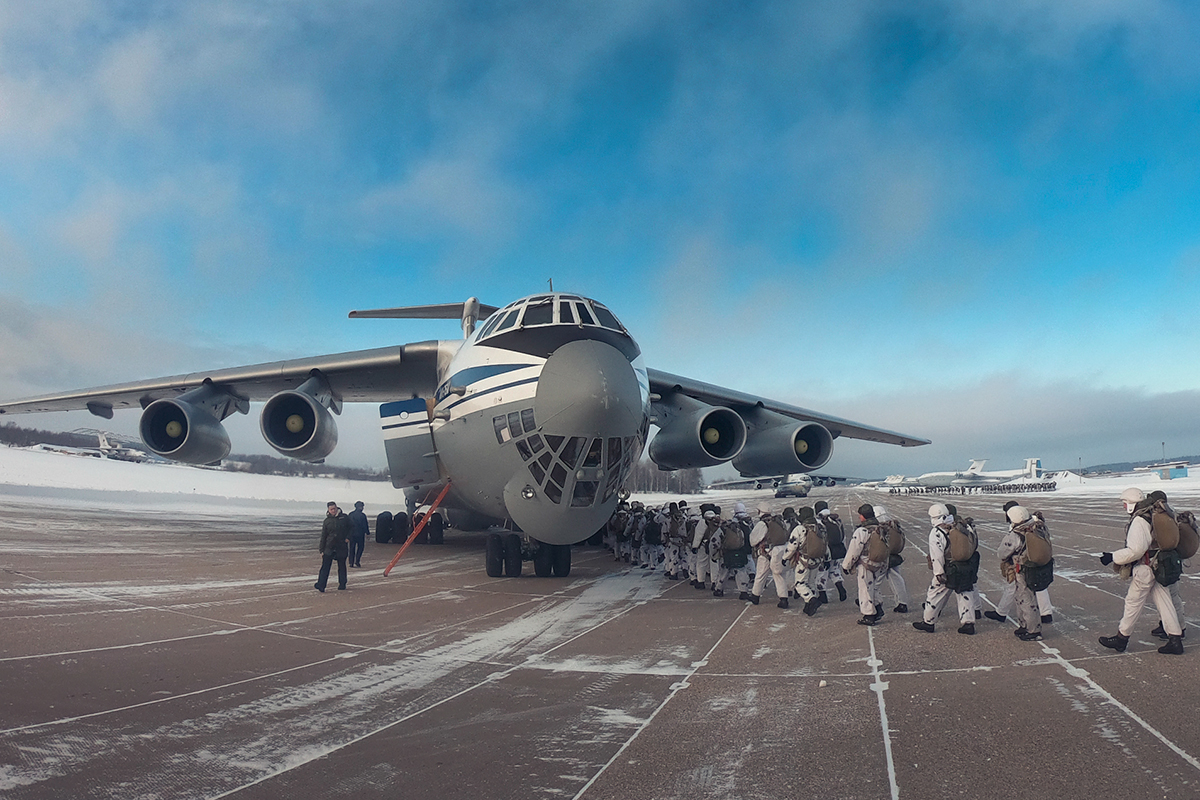
Sư đoàn Dù số 98 của Nga

Sư đoàn Đổ bộ đường không Cận vệ số 98 "Svir" Huân chương Cờ Đỏ, Huân chương Kutuzov, Huân chương Alexander Nevsky (tiếng Nga: 98-я гвардейская воздушно-десантная Свирская Краснознамённая, орденов Кутузова и Александра Невского дивизия) là một Lực lượng nhảy dù tổ chức thành cấp sư đoàn trong cơ cấu của Lực lượng Đổ bộ đường không Nga (Lính dù Nga VDV) hiện có trụ sở tại Ivanovo. Đây là một trong những lực lượng thiện chiến nhất của quân đội Nga, từng tham gia nhiều cuộc xung đột ác liệt và được trang bị những khí tài hiện đại. Đây cũng là một trong những lực lượng hứng chịu tổn thất nặng nề trong cuộc chiến tranh với Ukraina khi phải vật lộn trong cuộc chiến, nơi giao tranh đã gây thiệt hại lớn về nhân mạng.

## Chiến sử

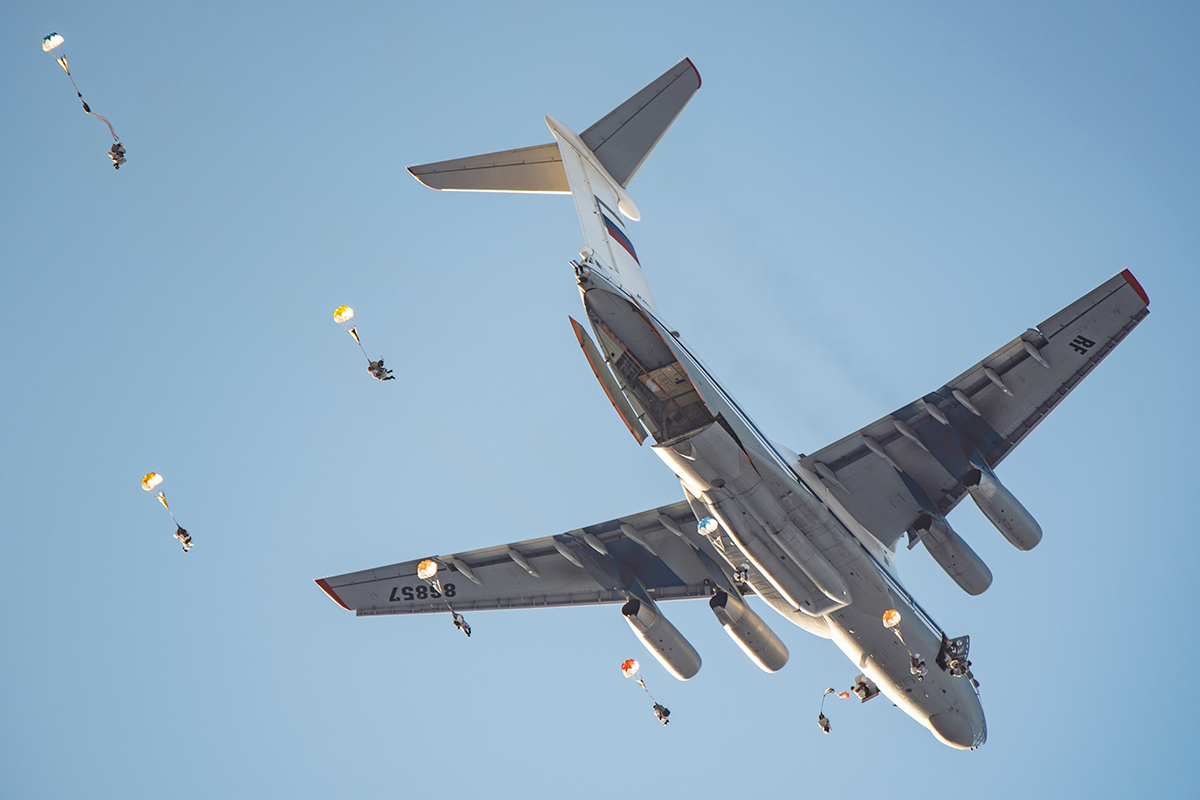
Một cuộc diễn tập nhảy dù của Sư đoàn Dù số 98

Đơn vị này thành lập năm 1943 với nòng cốt là các trung đoàn bộ binh cận vệ của Hồng quân Liên Xô và nằm trong thành phần của Quân đoàn đổ bộ đường không 37, Tập đoàn quân 7. Vì thành tích xuất sắc trong trận đánh vượt sông Svir đánh bại nhóm quân Đức ở Svir-Petrozavodsk trong chiến dịch tấn công Svir-Petrozavodsk, toàn bộ quân đoàn và cả ba sư đoàn thành viên đếu được trao danh hiệu "Svir". Năm 1968, Sư đoàn được thưởng Huân chương Kutuzov.
Sư đoàn số 98 trở thành đơn vị đổ bộ đường không giữa năm 1946. Tính đến năm 2014, lực lượng chủ lực của sư đoàn gồm hai trung đoàn đổ bộ đường không, một trung đoàn pháo binh, một trung đoàn tên lửa phòng không và một phi đội vận tải đường không. Sư đoàn dù số 98 từng được triển khai trong trận đánh tại thủ phủ Tskhinvali của nước cộng hòa tự trị Nam Ossetia trong chiến tranh với Gruzia năm 2008. Đây là trận chiến lớn nhất trong 8 ngày xung đột. Trong cuộc khủng hoảng miền đông Ukraina năm 2014, một số đơn vị của sư đoàn được điều động đến bán đảo Crimea để kiểm soát tình hình. Tháng 8 năm 2014, nhóm 10 binh sĩ thuộc sư đoàn này bị Ukraina bắt với cáo buộc vượt qua biên giới trái phép, trong khi quân đội Nga khẳng định họ vô tình đi qua biên giới ở khu vực không có cột mốc. Truyền thông Nga cho biết 10 binh sĩ được Chính phủ Kiev thả tự do sau vài ngày để đổi lấy 64 lính Ukraina bị bắt khi trốn sang lãnh thổ Nga trước đó.
Trong chiến tranh xâm lược với Ukraina năm 2022, các lực lượng của Trung đoàn Dù 217 của Sư đoàn Dù số 98 được cho là đã được triển khai tới Belarus trong bối cảnh cuộc khủng hoảng Nga-Ukraina; sau đó họ đã bị đánh thiệt hại nặng tại Kiev và Đại tá chỉ huy Sergei Sukharev đã bị thiệt mạng trong trận chiến. Tư lệnh sư đoàn là Đại tá Viktor Gunaza cũng bị cách chức vào cuối tháng 3 năm 2022. Sư đoàn Dù số 98 hiện đang tham gia vào các hoạt động phòng thủ xung quanh Klishchiivka cùng với Sư đoàn tấn công đường không cận vệ 76 và lực lượng trừng giới Storm-Z trong suốt cuộc phản công Ukraina năm 2023. Bắt đầu năm 2024, quân đội Ukraina phải chiến đấu chống lại lính dù Nga cùng Trung đoàn dù cận vệ 217 thuộc Sư đoàn dù cận vệ 98 ở khu vực gần Chasiv Yar trong trận Chasiv Yar. Ông Nazar Voloshyn người phát ngôn của Nhóm chiến thuật - chiến lược Khortytsia cho biết: "Đối mặt với chúng tôi tại khu vực Chasiv Yar là lính dù Nga thuộc Trung đoàn dù cận vệ 217 thuộc Sư đoàn dù cận vệ số 98 của Nga". Lực lượng Nga đang tiến về Chasov Yar chủ yếu là lính dù. Sư đoàn dù 98 Ivanovo với các mũi xung kích đã phá hủy trận địa tiền phương của Ukraine và tiến đến vùng ngoại ô của tiểu khu Kanal. Trung đoàn dù Kostroma số 331 thuộc Sư đoàn dù 98 thì di chuyển nhanh về tiểu khu Kanal, xuyên rừng, di chuyển về phía tây từ làng Ivanovskoye (Krasnoye), đồng thời tiếp cận kênh đào từ phía nam. Vì thành tích chiến đấu ở Ukraina, tháng 7 năm 2024, Sư đoàn 98 được tặng Huân chương Alexander Nevsky.

## Cơ cấu
- Trung đoàn dù Cận vệ 217 "Ivanov", Huân chương Kutuzov hạng ba;
- Trung đoàn dù Cận vệ 299, Huân chương Kutuzov;
- Trung đoàn dù tấn công Cận vệ 331 "Kostroma", Huân chương Kutuzov;
- Trung đoàn pháo binh Cận vệ 1065;
- Trung đoàn tên lửa phòng không Cận vệ 5;
- Phi đoàn hàng không vận tải quân sự độc lập 243
- Tiểu đoàn trinh sát độc lập 215;
- Tiểu đoàn thông tin Cận vệ độc lập 674;
- Tiểu đoàn hậu cần độc lập 1683;
- Tiểu đoàn công binh độc lập 661;
- Tiểu đoàn bảo trì độc lập 15;
- Đội y tế độc lập 36 (không vận);
- Đại đội hỗ trợ nhảy dù độc lập 969;
- Trạm bưu điện chuyển phát nhanh 728;
- Khu liên hợp giáo dục và đào tạo.

## Chỉ huy
- Đại tá Konstantin Vindushev
- Vasily Larin
- Ivan Moshlyak
- Mikhail Alimov
- Valery Savchuk
- Pyotr Ryabov
- Ivan Dedov
- Andrey Yevdan
- Mikhail Sorokin
- Dmitry Sukhorukov
- Nikolay Baranov
- Gennady Samoylenko

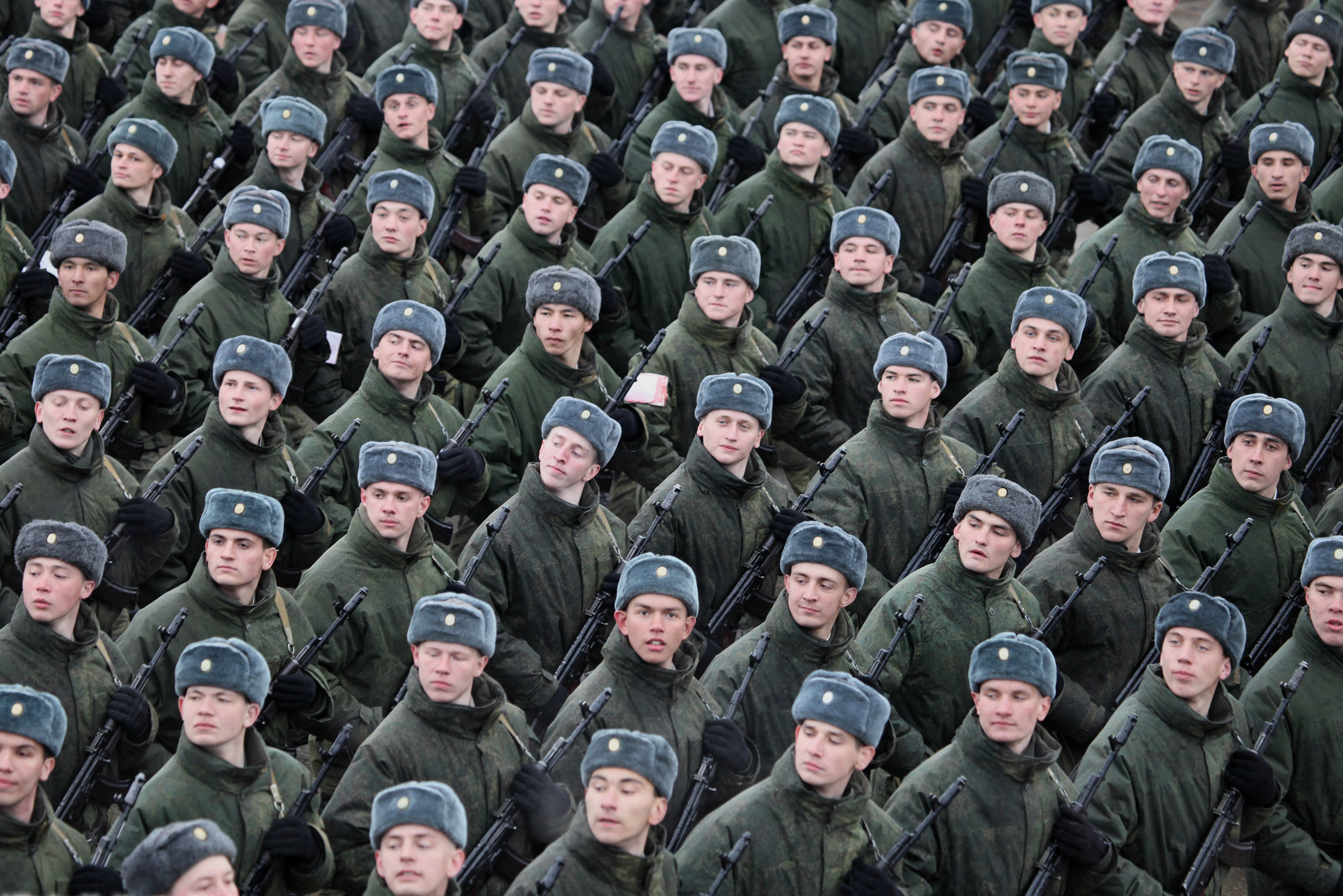
Lực lượng của Sư đoàn Dù số 98 đang diễu hành

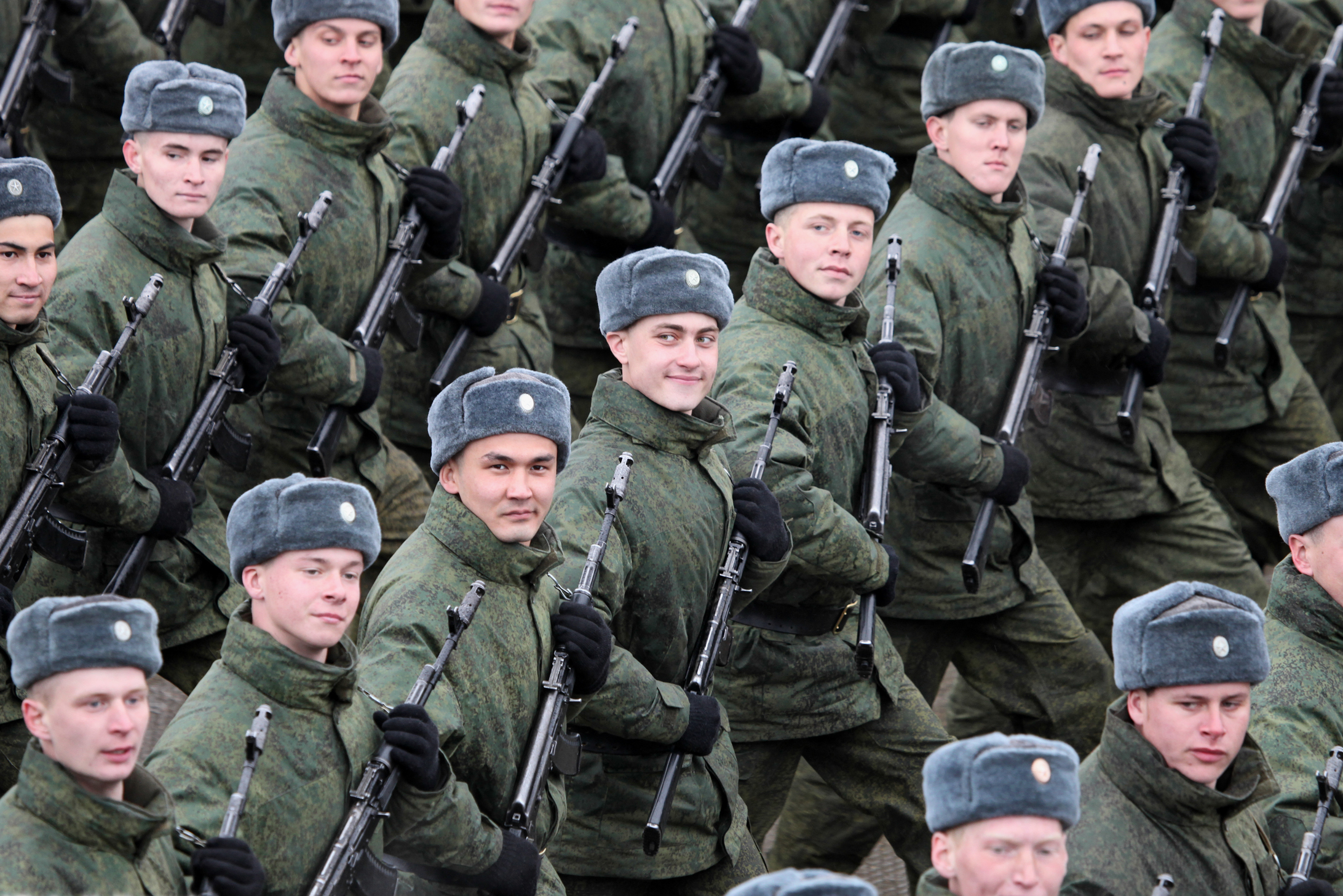
Các quân nhân của Sư đoàn Dù số 98

- Aleksey Anatolyevich Sokolov (1973–1977)
- Vitali Mikhailovich Lebedev (1977—1982)
- Osvaldas Mikolovich Pikauskas (1982—1985)
- Aleksandr Alekseevich Chindarov (1985—1989)
- Valeri Aleksandrovich Vostrotin (1989—1992)
- Aleksandr Nikolaevich Bespalov (1992—1996)
- Aleksandr Ivanovich Lentsov (1996—2009)
- Aleksei Nikolaevich Ragozin (2010—2013)
- Sergei Nikolaevich Volyk (2013—2015)
- Dmitri Aleksandrovich Ulyanov (2015—2017)
- Nikolai Petrovich Choban (2017—2020)
- Viktor Igorevich Gunaza (2020—2022)